# 野柳海洋世界
野柳海洋世界（英語：Yehliu Ocean World），位於臺灣新北市萬里區野柳風景區的海洋主題樂園，是臺灣首座海洋動物園。

## 園區

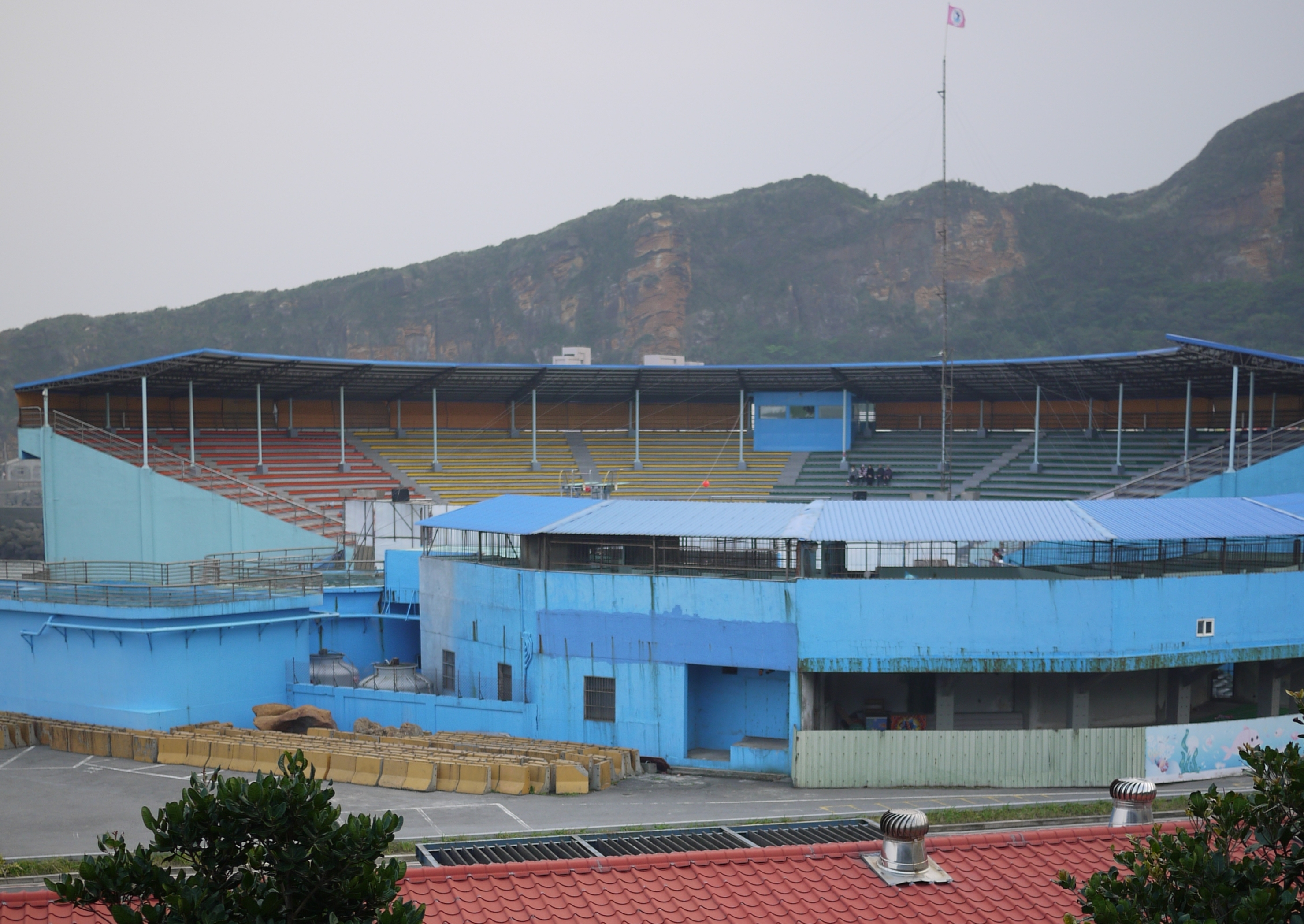
野柳海洋世界，頂樓為表演劇場

野柳海洋世界為三層樓的建築，園區內分為海洋精靈教育館、海洋精靈教育館、童樂趴三大主題，包含生態展演劇場、室內水族館與親子樂園。

### 海洋精靈教育館

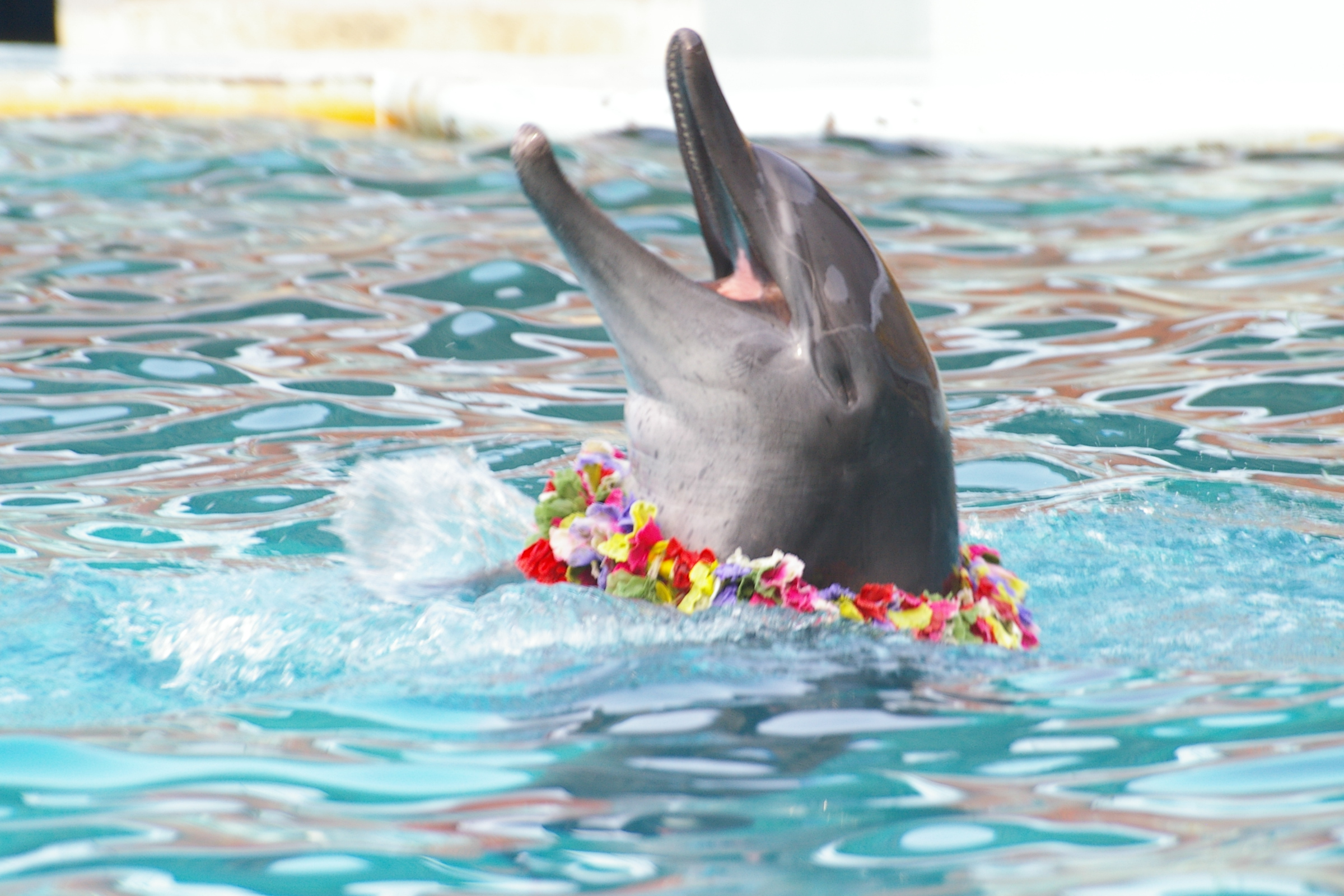
場館內的海豚表演

原名海洋動物表演館，是位於頂樓的半戶外海洋表演劇場，提供海豚、海獅及高空跳水特技表演，也提供生態解說體驗近距離與海洋生物互動。

### 海底世界探索館
原名海洋生物展示館，在1985年啟用。是位於地下一樓的室內水族館，由藝術家楊英風及林昭桐所設計，以海底洞穴為主題呈現生態環境之原始自然風貌的方式，來襯托出各式海洋生物之生態習性與特色。展場隧道全長100餘公尺，展出水底生物約約200餘種如綠蠵龜、玳瑁、鱟、鴨嘴魚、魟魚及真鯊等等。

### 童樂趴
位於園區一樓， 是2020年重新整修後新成立的親子館，結合教育推廣與親子娛樂互動。

## 創立歷程

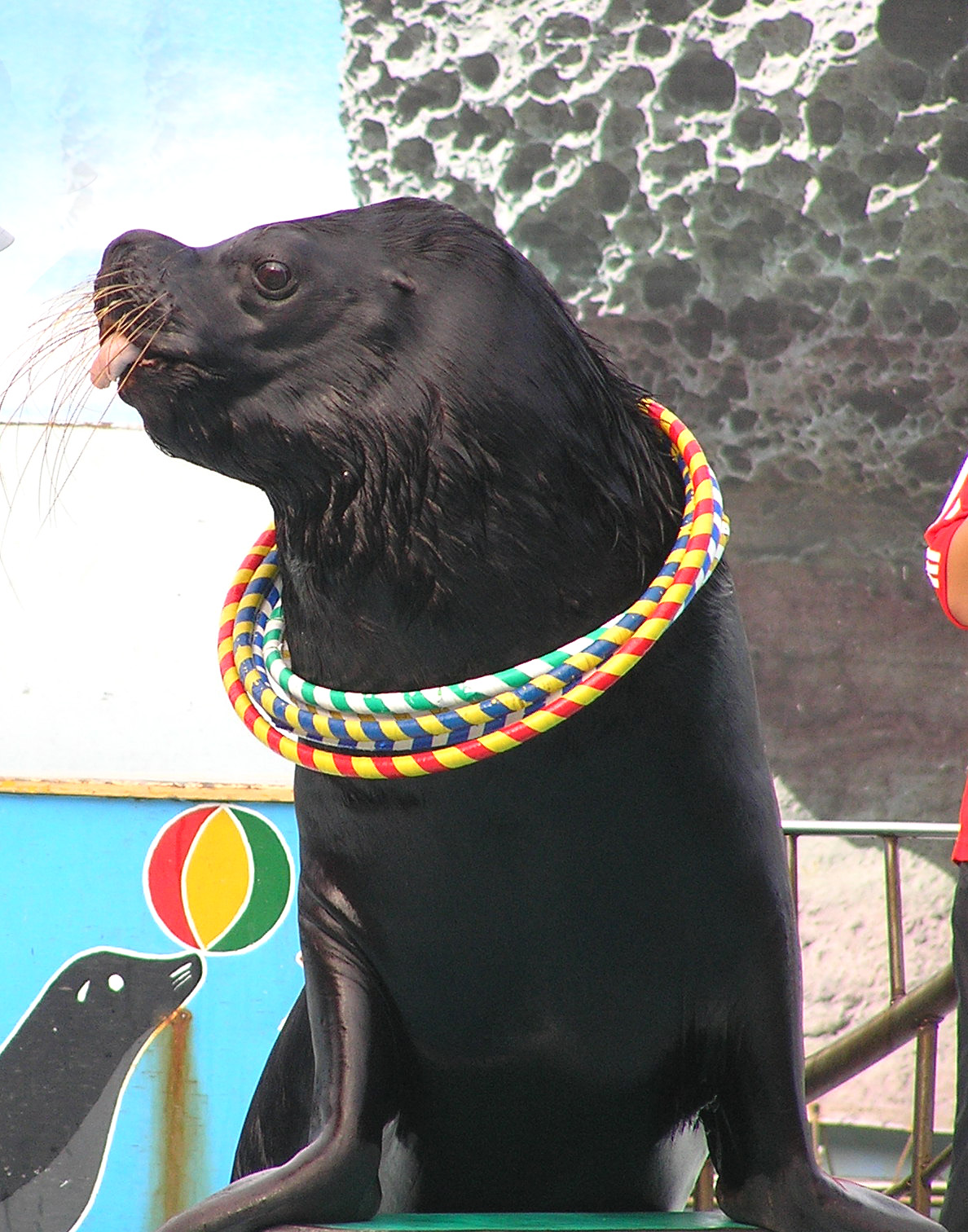
場館內的海獅表演

- 民國69年（1980年），園區成立.由馬來西亞華僑楊董出資(其子為副總)總經理為知名台北工專教授李麐先生.後因資本額後繼無力.為中規開發公司所接收。
- 民國71年（1982年），引進加州海獅為園區成員。
- 民國73年（1984年），以保育及教育為目的引進孟加拉虎。
- 民國75年（1986年），引進國際高空跳水及水上芭蕾，以豐富園區特色。
- 民國89年（2000年），因虎群繁衍數量漸增，園區收養空間日益緊迫，故呈請農委會，以動物福祉為優先，移置至屏東科技大學動物收容中心做接續的收容養育。
- 民國101年 (2012年) ，園區創造專屬代言吉祥物：公海豚 [波比]、母海豚 [妞妞]、俏皮海獅 [洽吉]
- 民國102年 (2013年) ，蘇力颱風侵襲北海岸，滿潮再加上嚴重海水倒灌，造成園區地下室水族館嚴重淹水，大部分飼養之海中生物不敵災厄而死亡。

## 動物救援
- 民國81年（1992年），前往宜蘭縣頭城鎮，配合參與救援一擱淺飛旋海豚。
- 民國90年（2001年），前往新竹，配合參與救援一擱淺江豚。
- 民國100年（2011年），一赤蠵龜受困，由新北市政府動物保護防疫處人員通知，配合參與救援。
- 民國101年（2012年），於新北市萬里區，二隻擱淺斑點海豚由中華鯨豚協會前往救治，園區配合陪同協助。
- 民國102年 (2013年)， 二隻由海關查獲之走私綠蠵龜及欖蠵龜，園區配合協助救治收容。
- 民國103年 (2014年) ，海巡署人員發現擱淺綠蠵龜，園區配合協助參與救援。
- 民國109年（2020年）10月，林口擱淺二頭瓜頭鯨，園區配合新北市政府動保處協助參與救援。
- 民國110年（2021年）9月12日，貢寮擱淺一頭熱帶斑海豚，園區配合新北市政府動保處協助參與救援。

## 吉祥物

公海豚 [波比]

## 海洋生物館

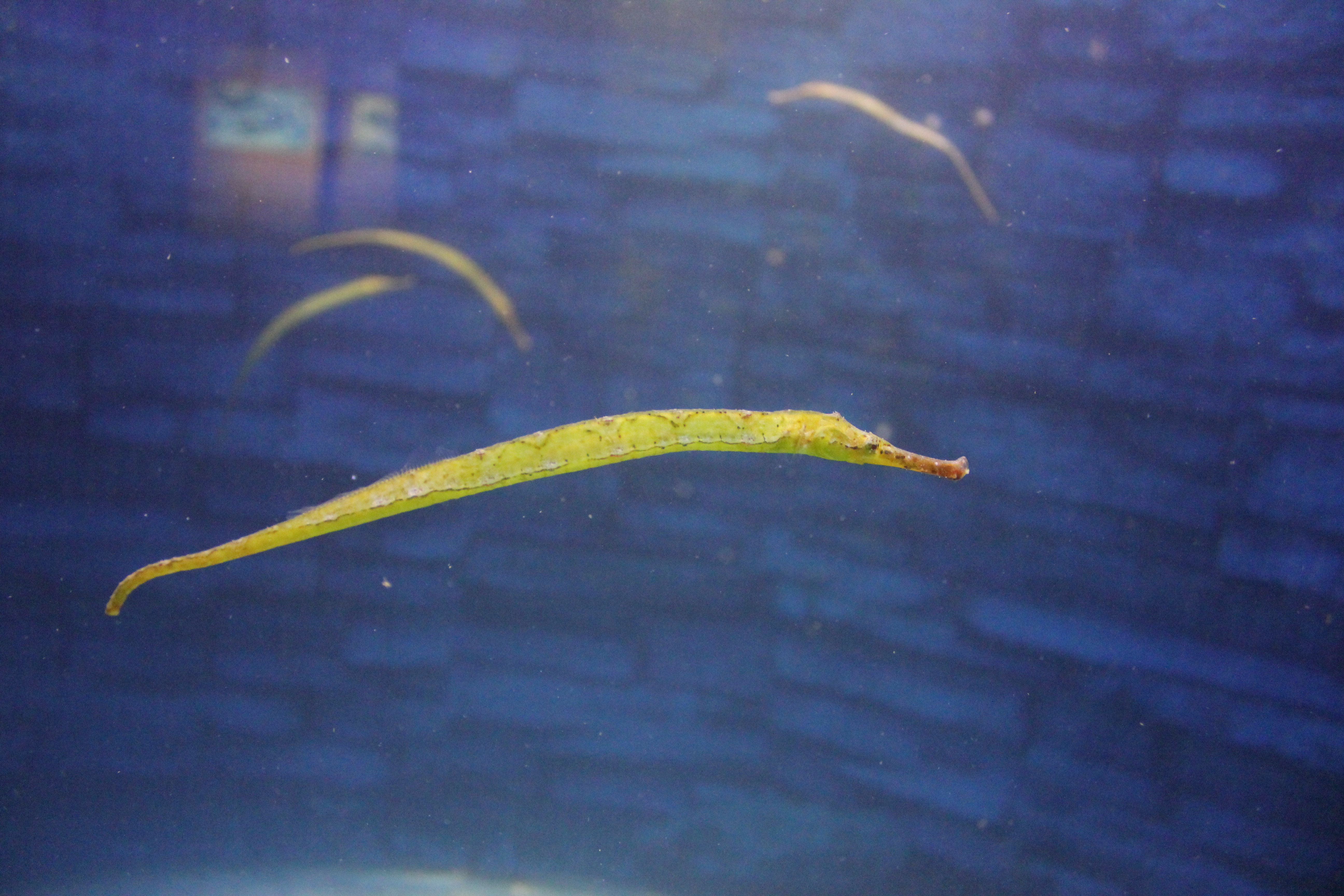
海龍
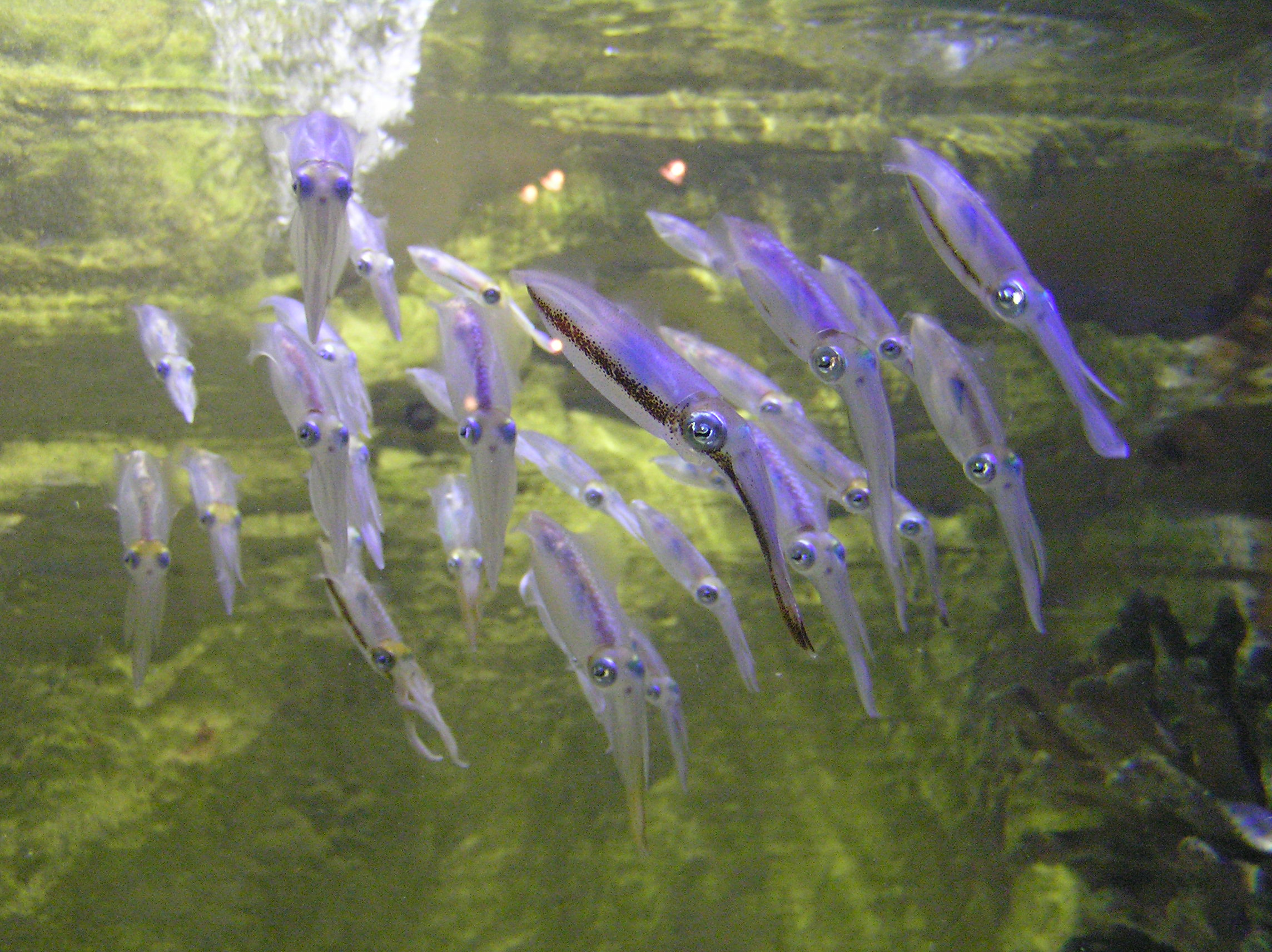
軟絲仔
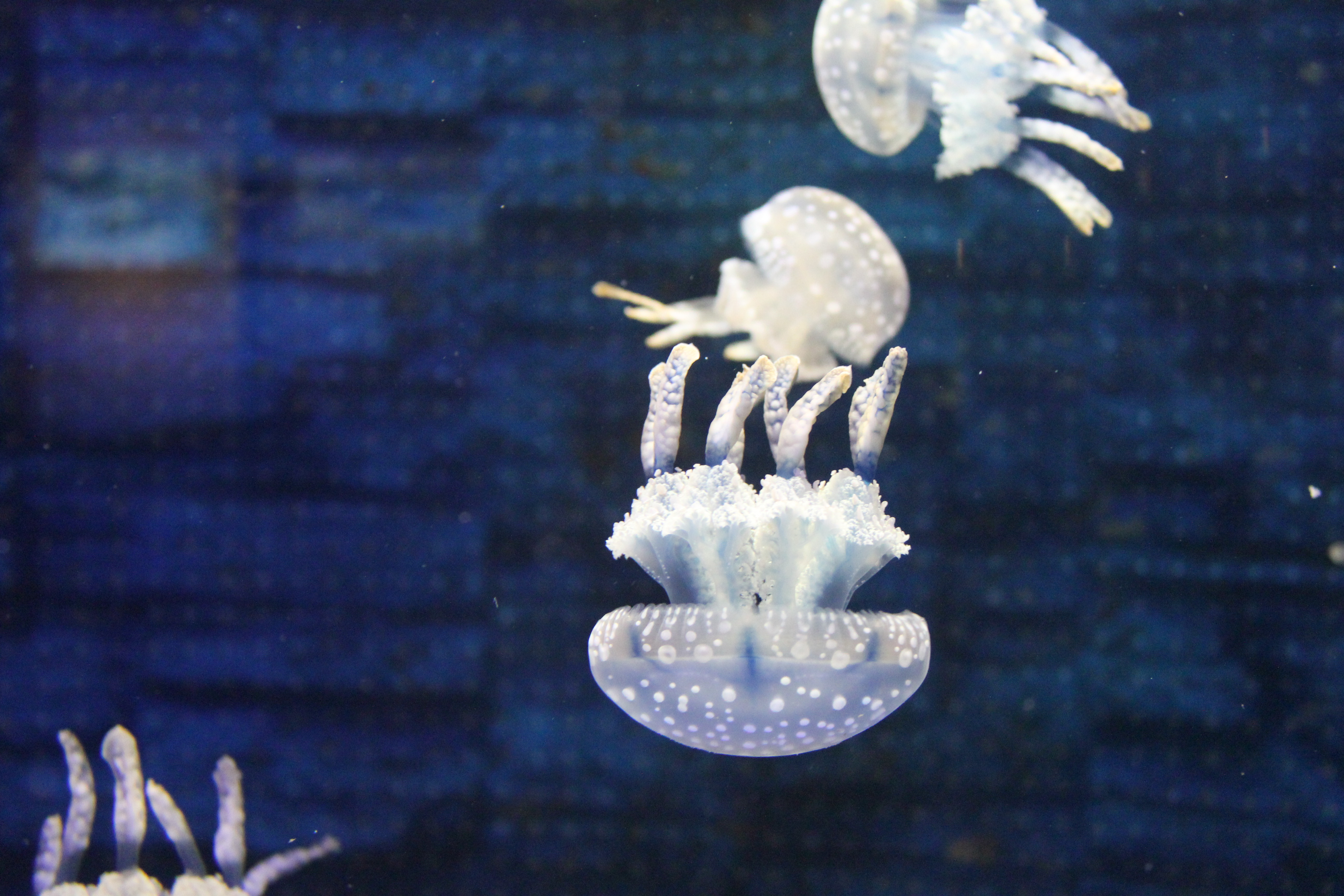
水母
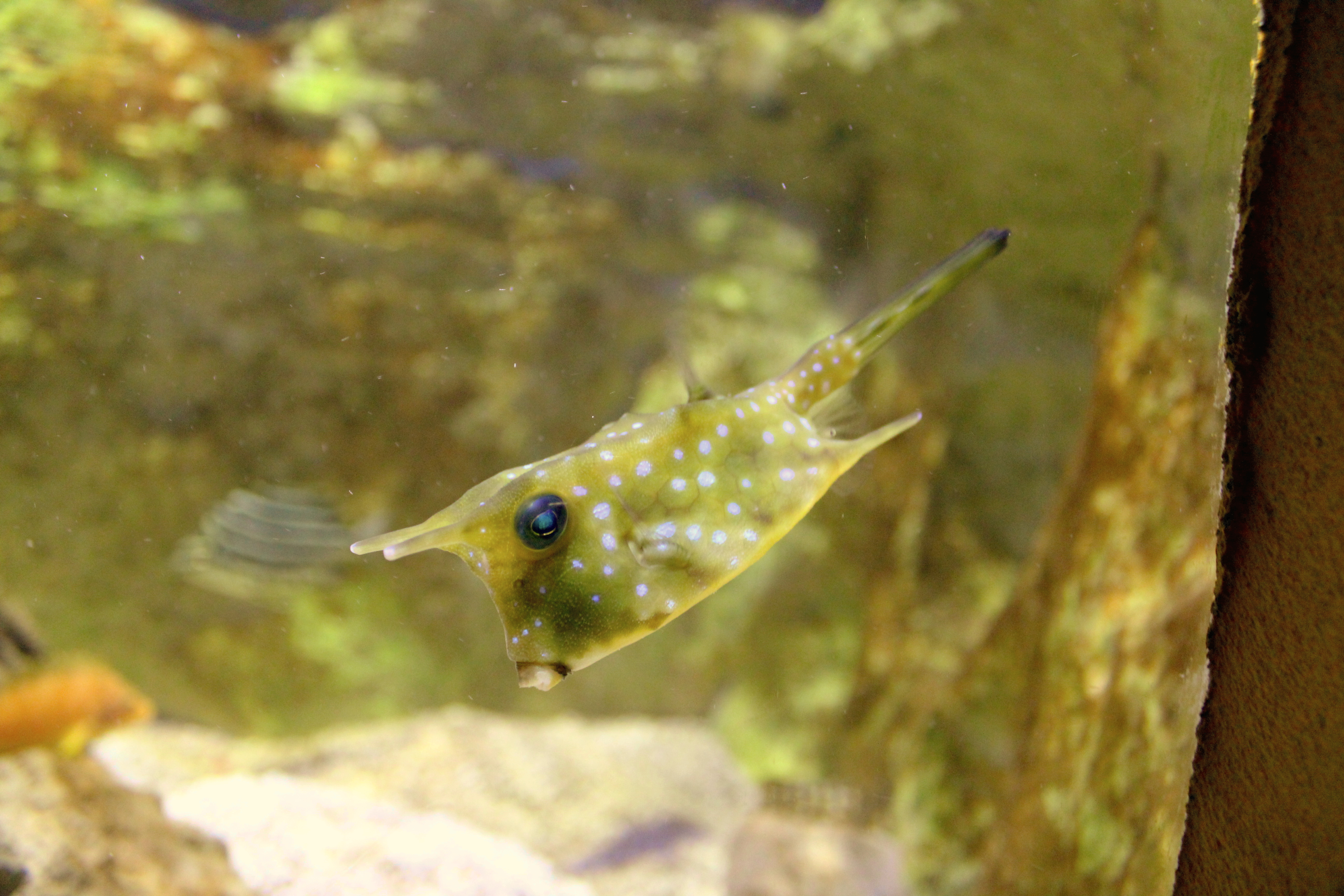
角棘箱河魨
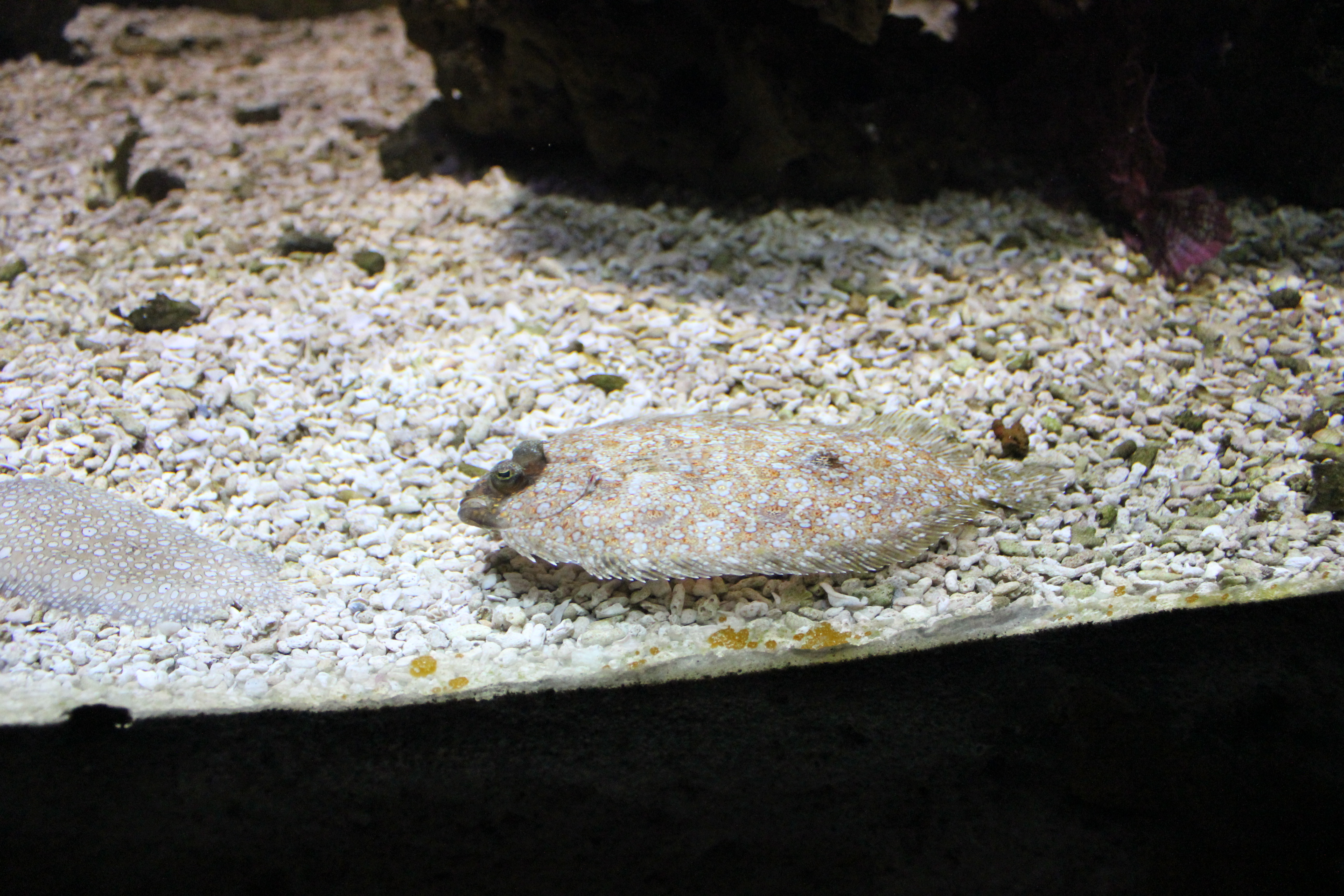
蒙鰈(比目魚)
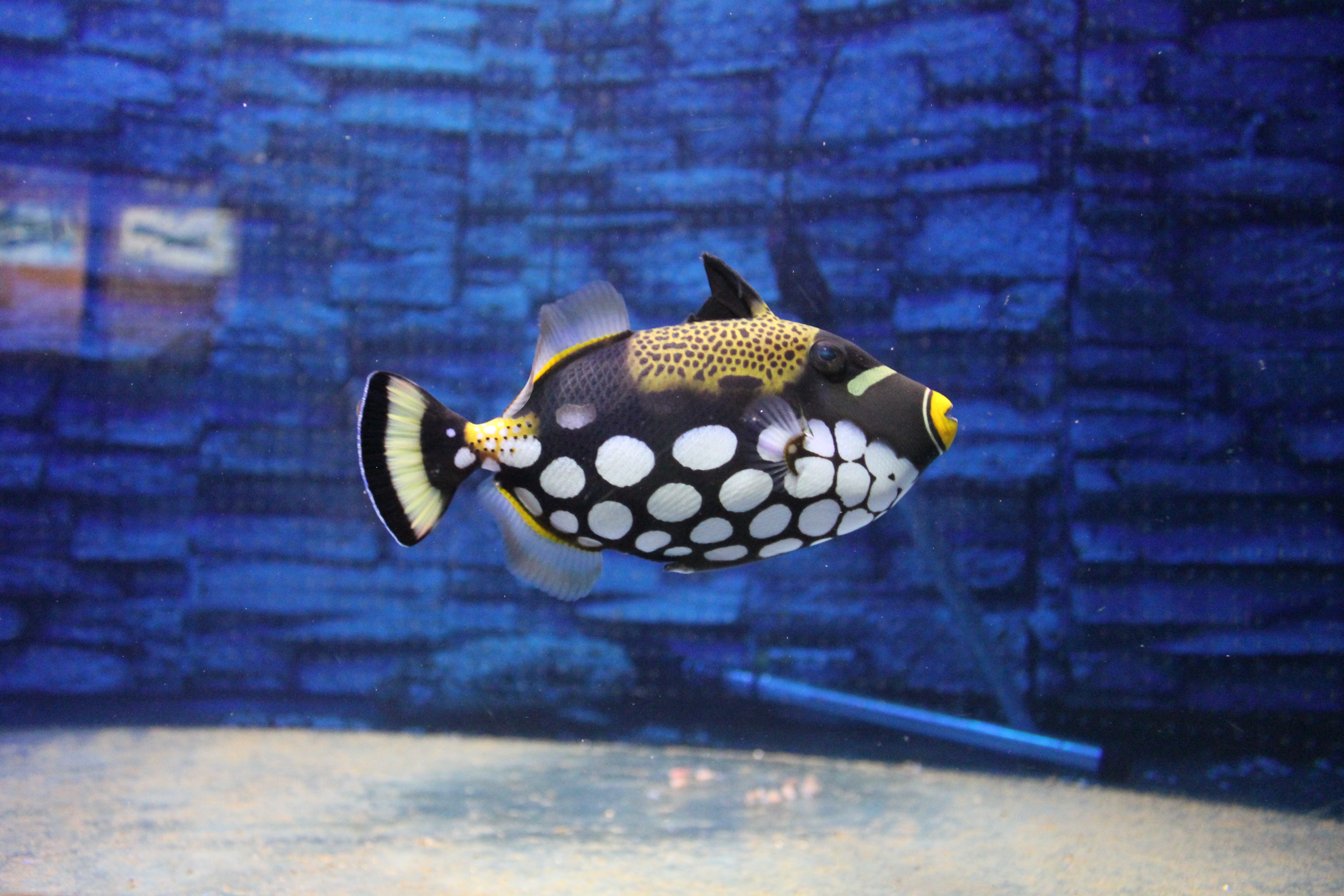
小丑炮彈
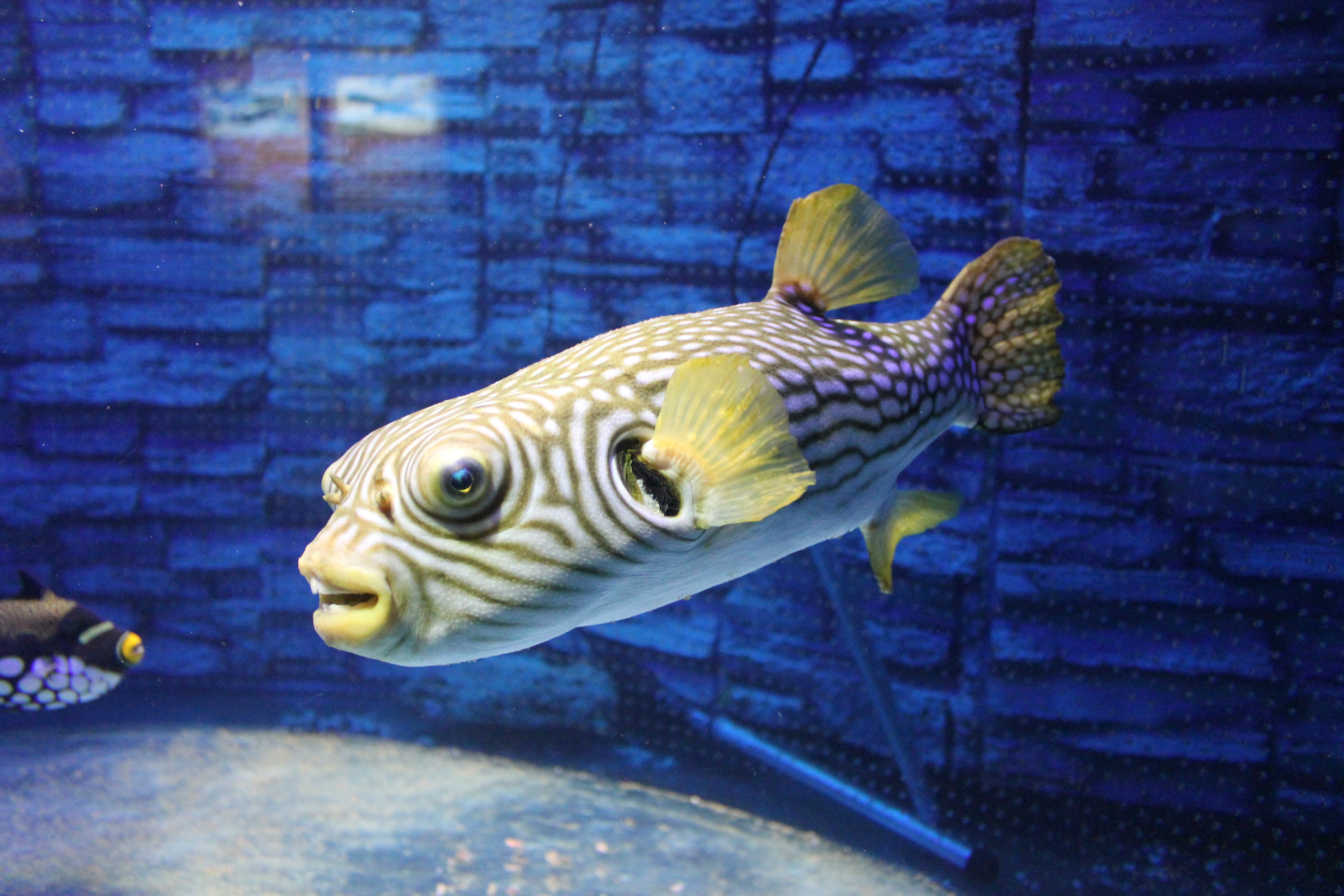
狗頭魚
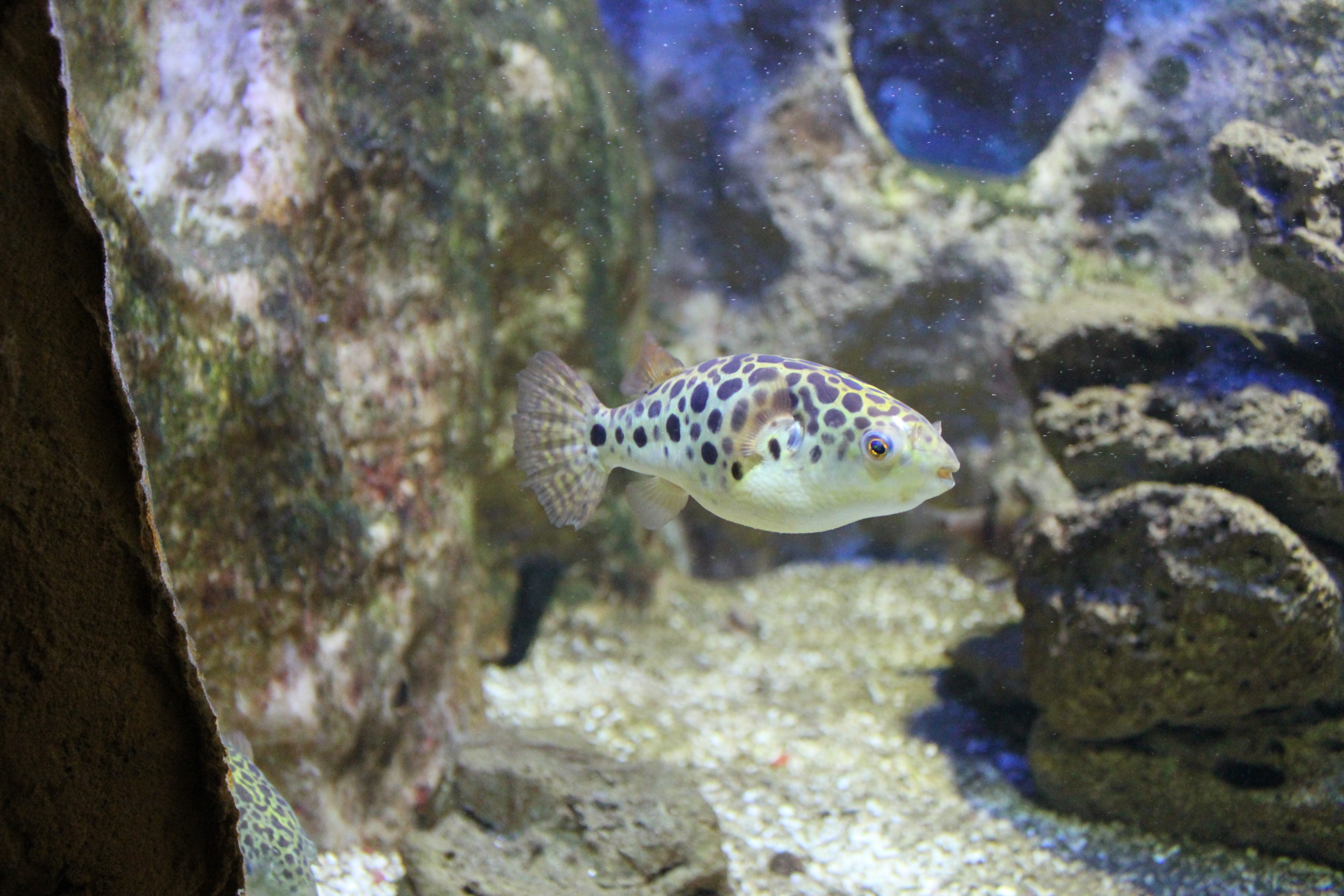
墨綠凹鼻魨
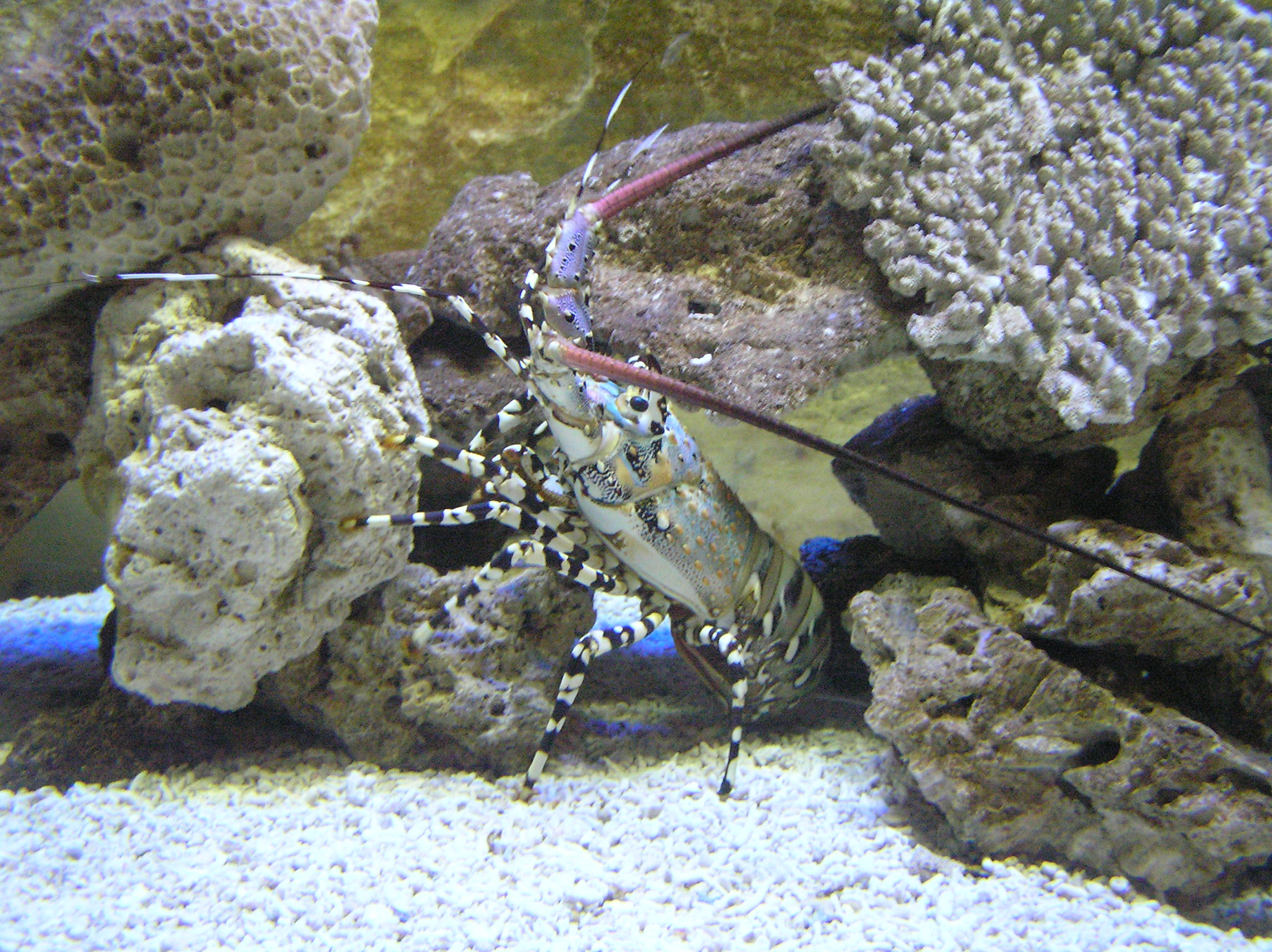
龍蝦
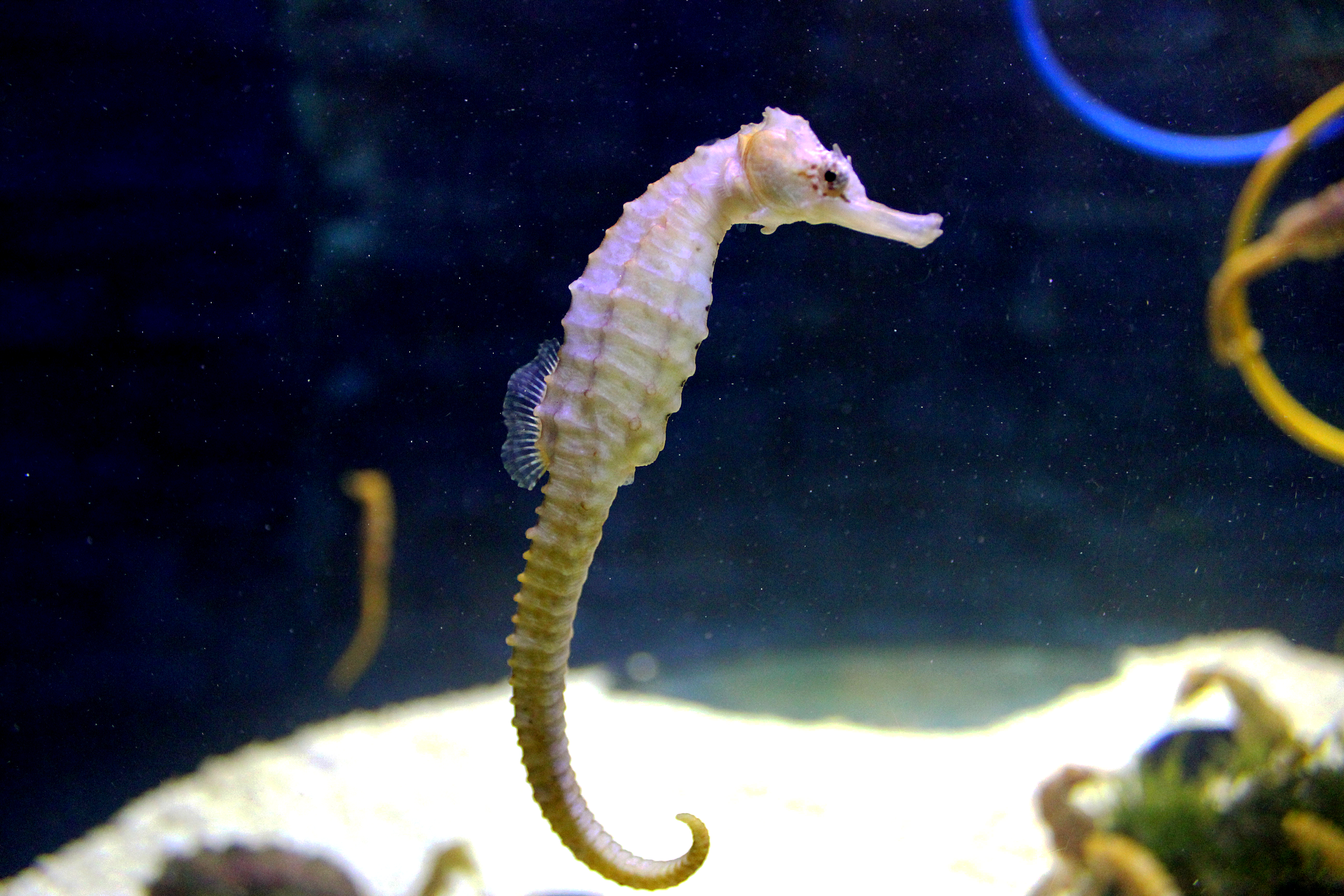
海馬
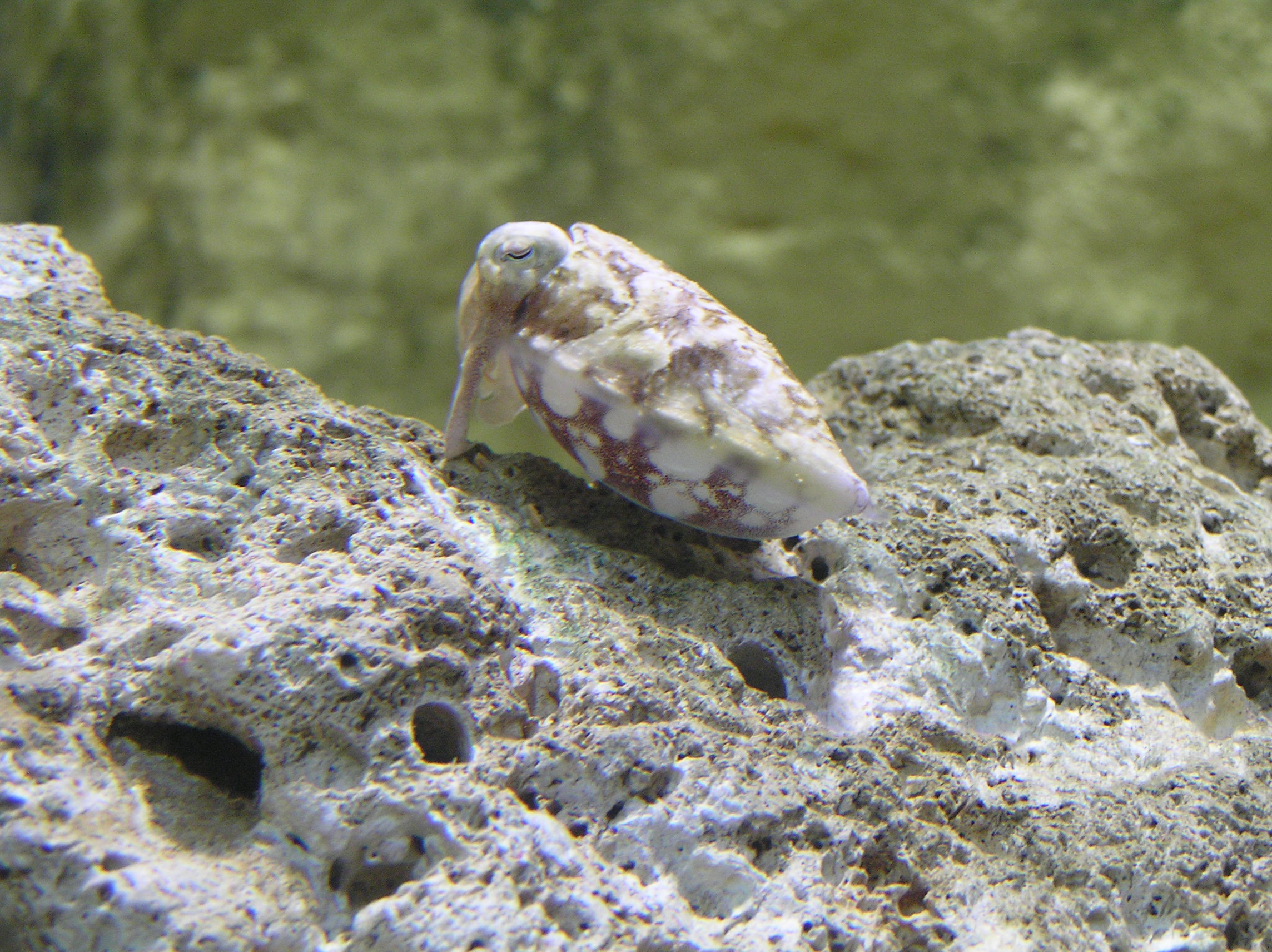
線腕花枝
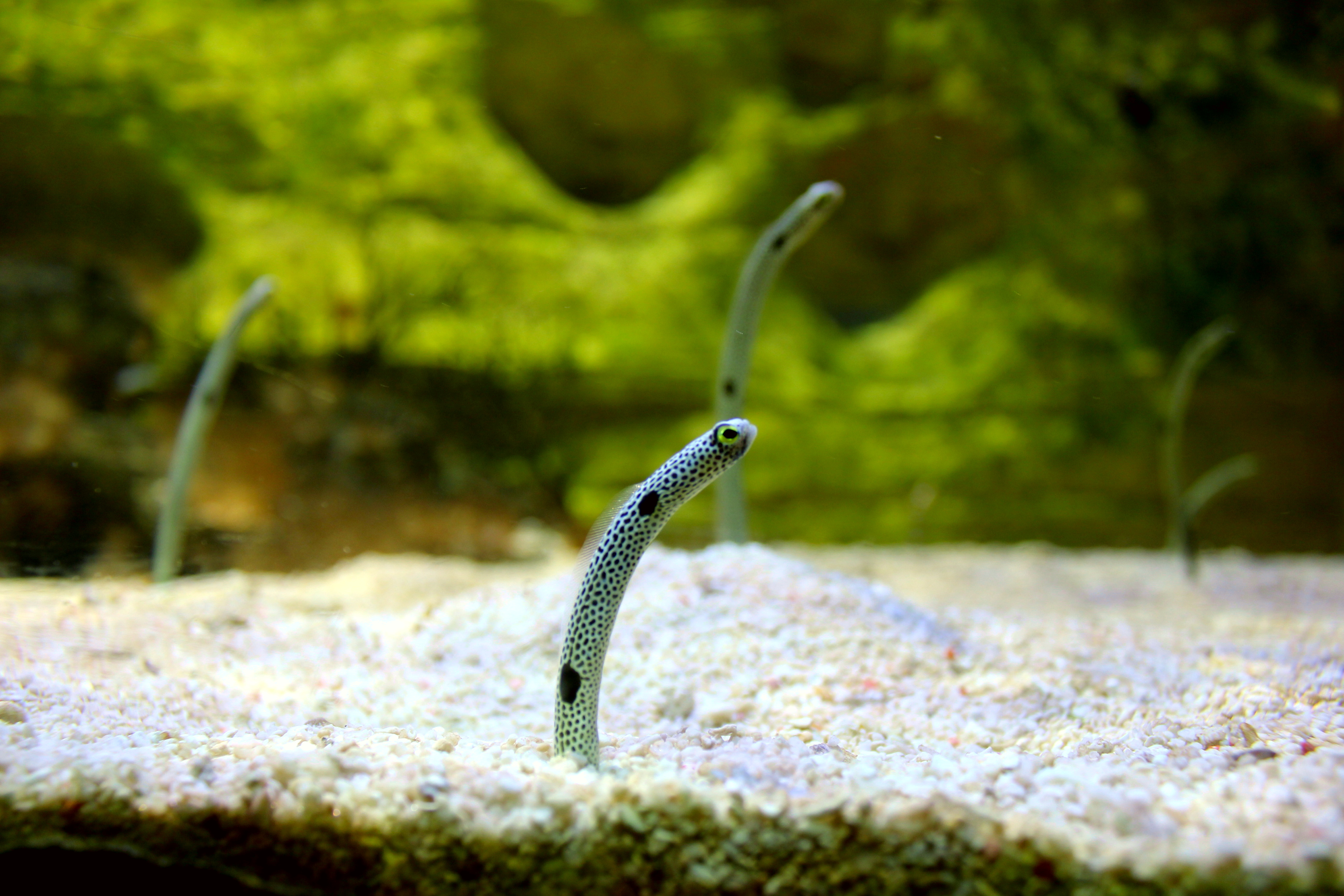
花園鰻
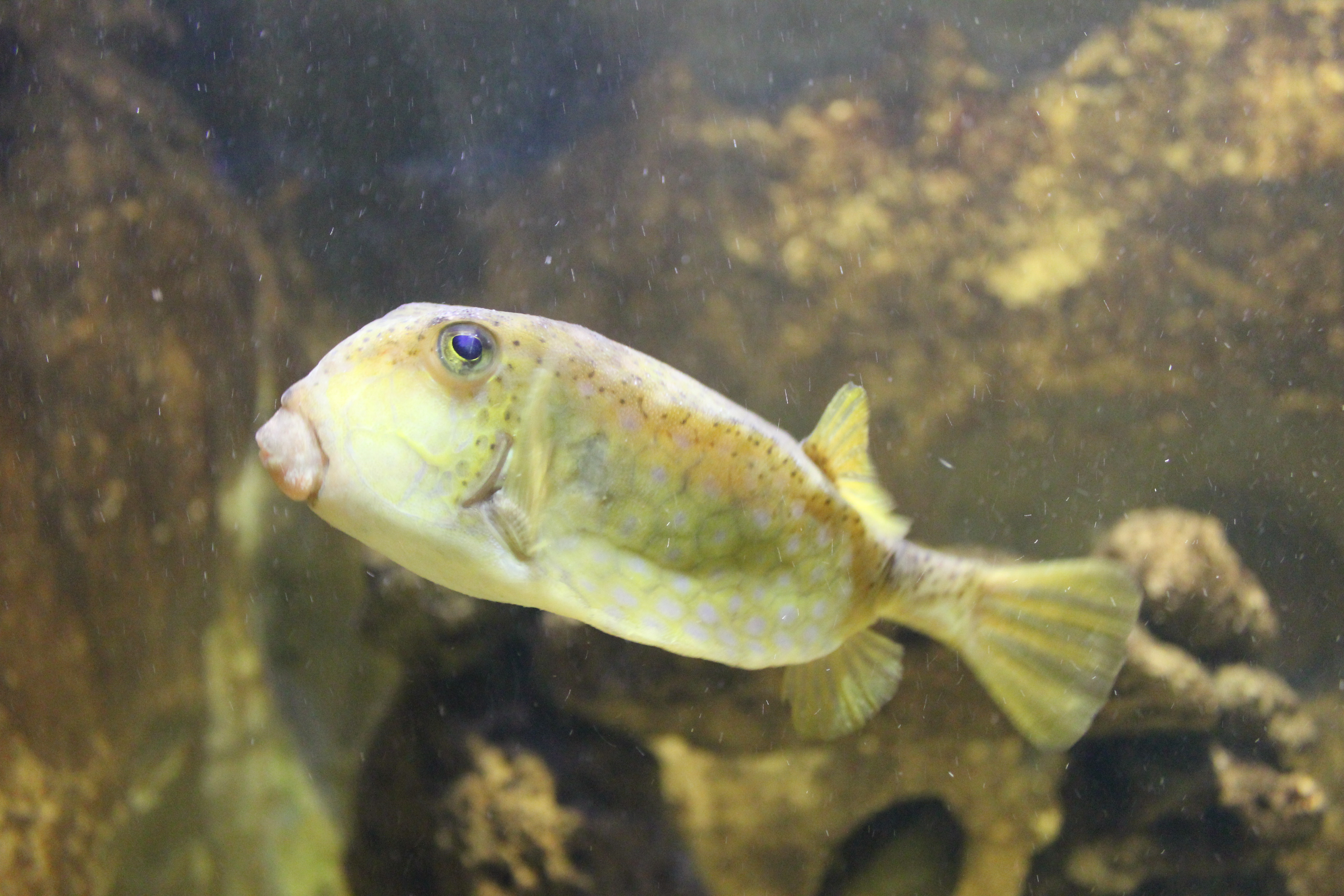
箱河魨(木瓜魚)
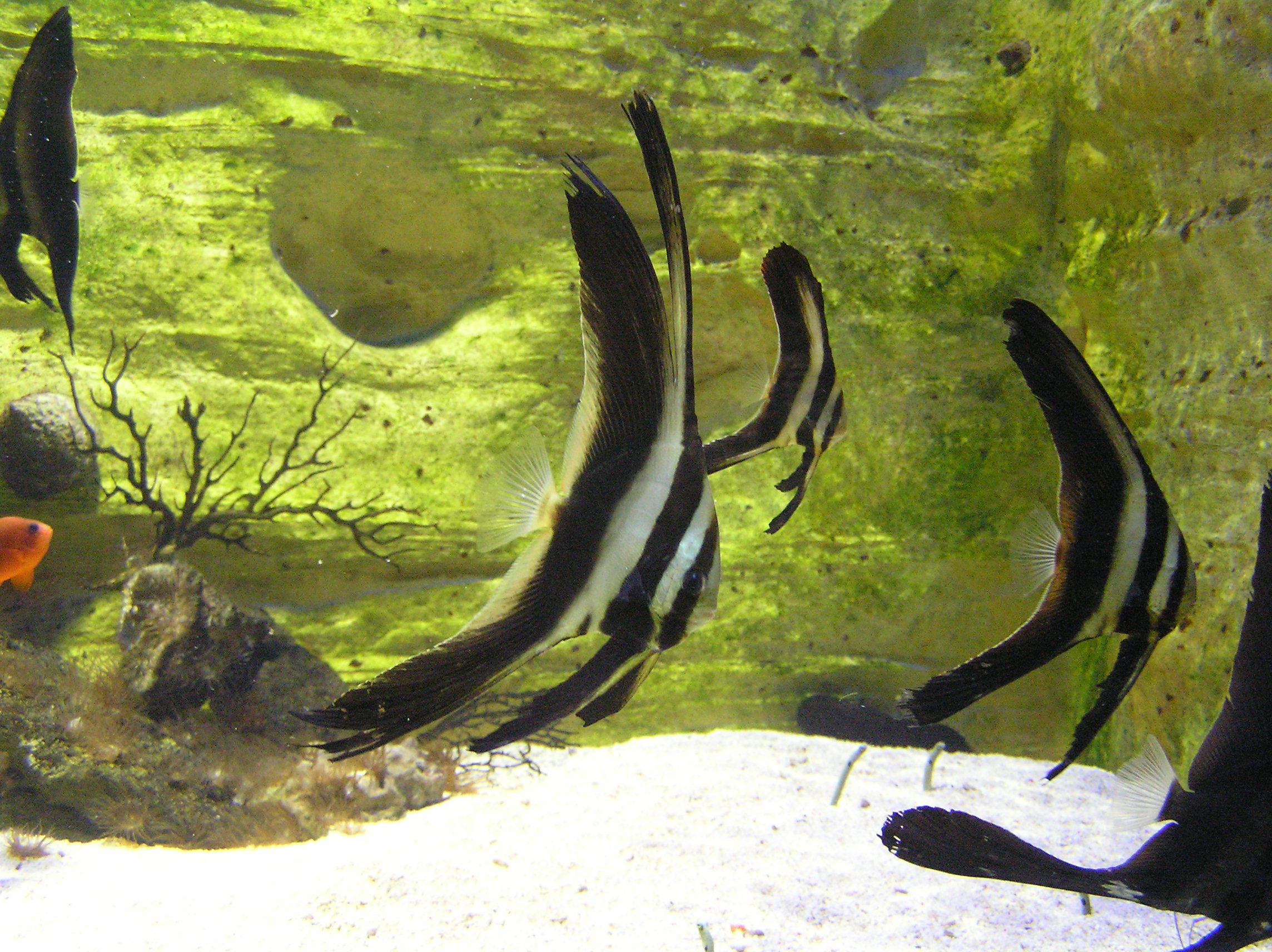
燕魚
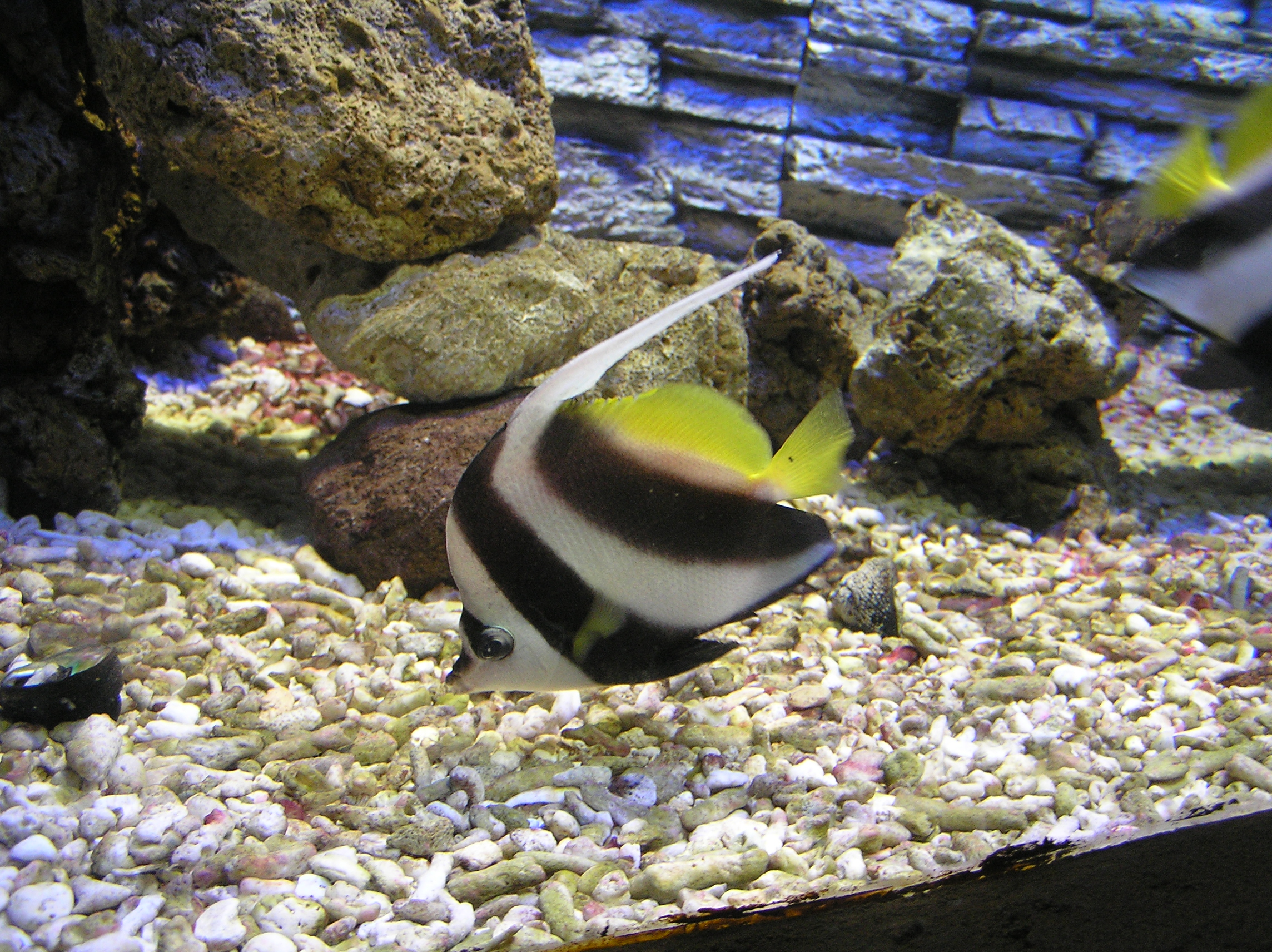
關刀
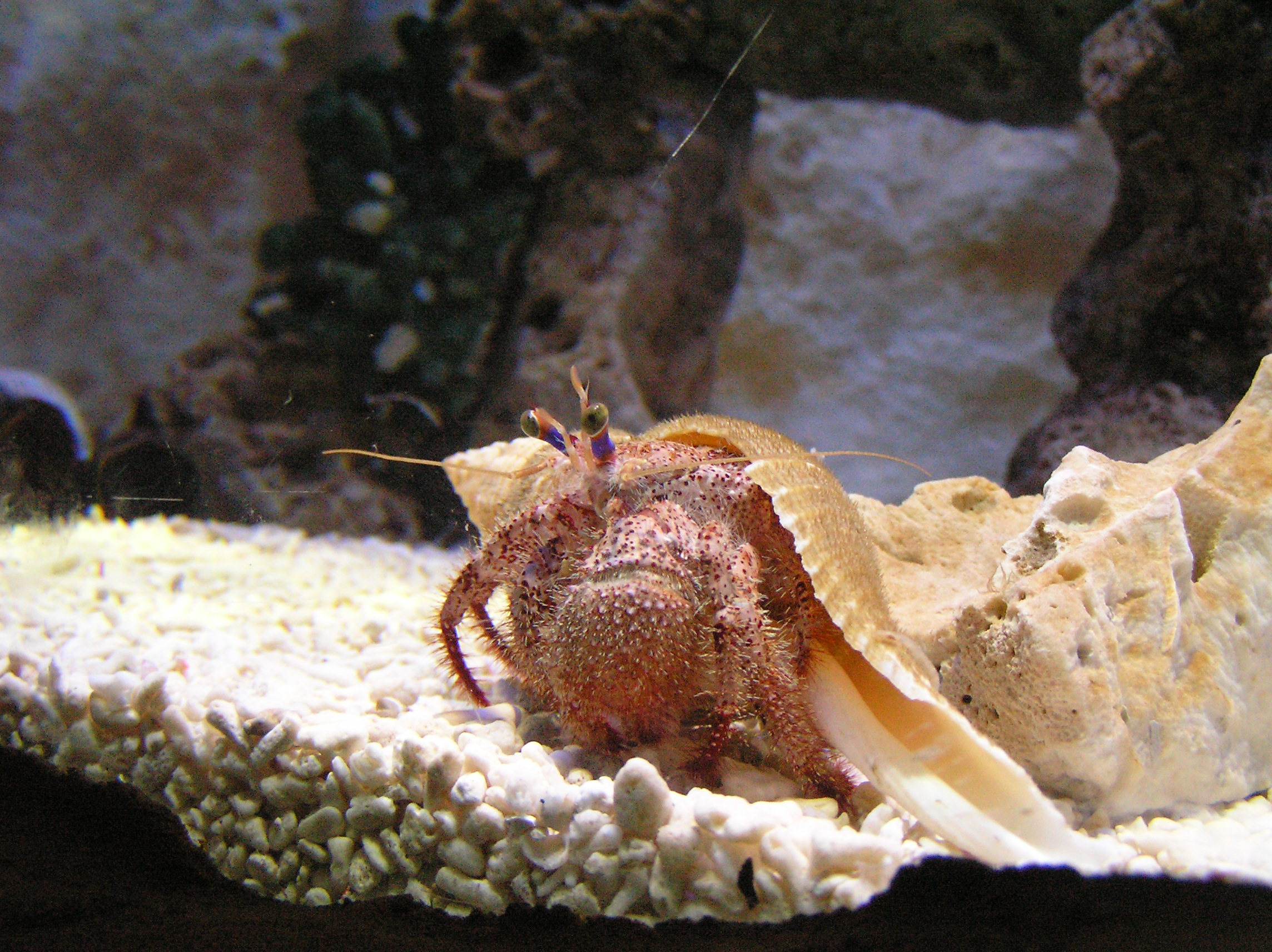
寄居蟹
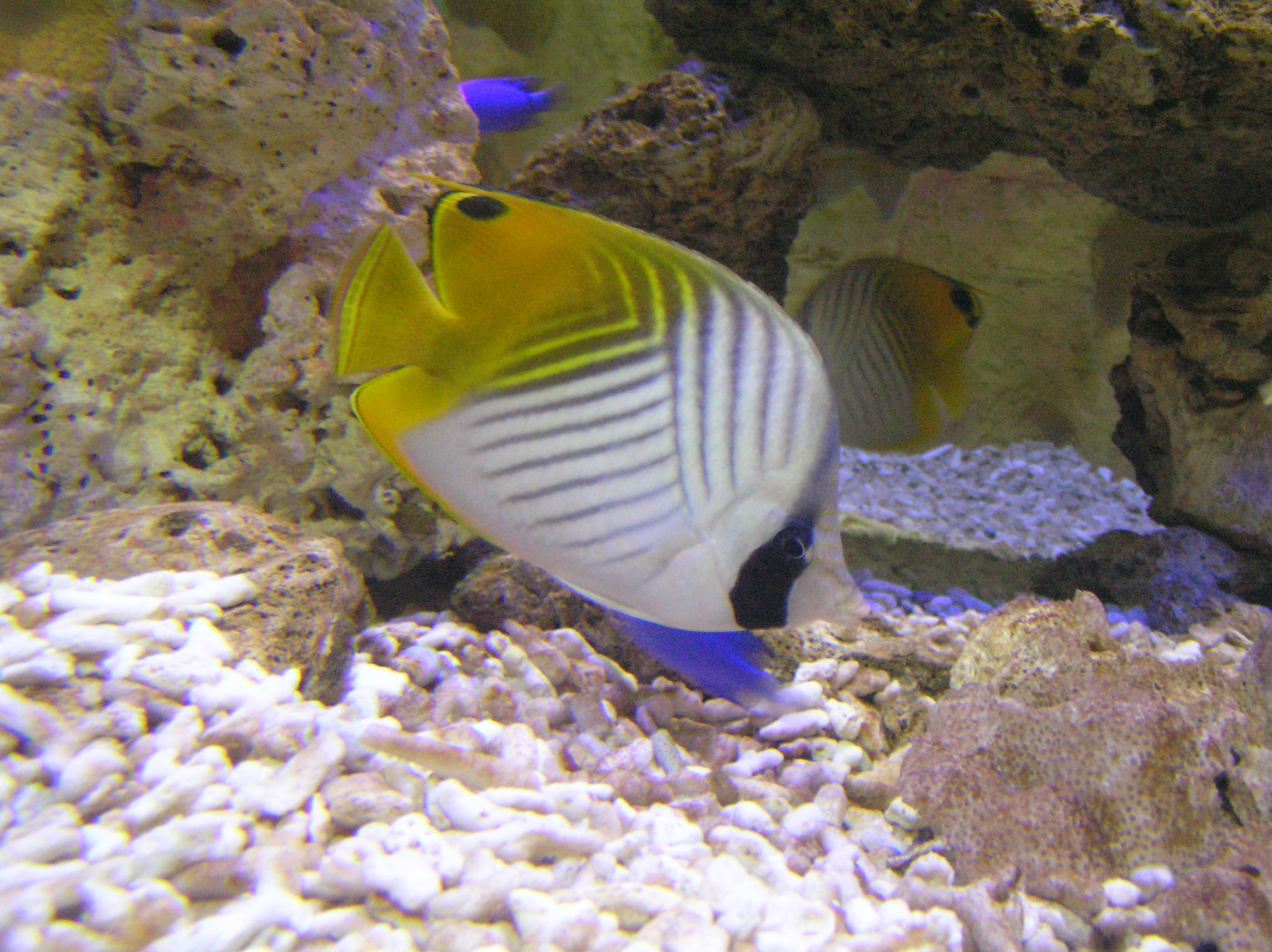
人字蝶
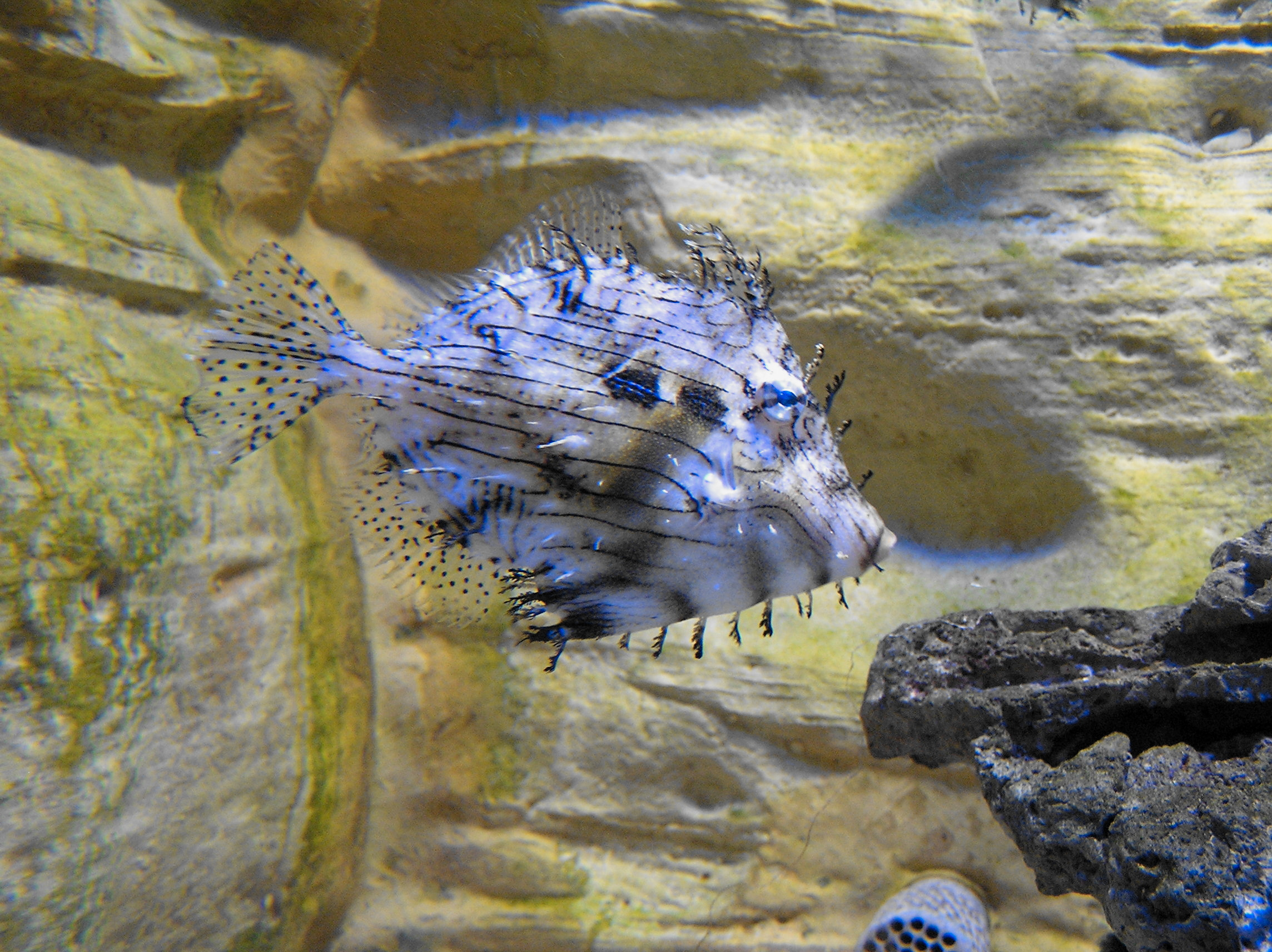
毛毛魚(龍鬚砲彈)
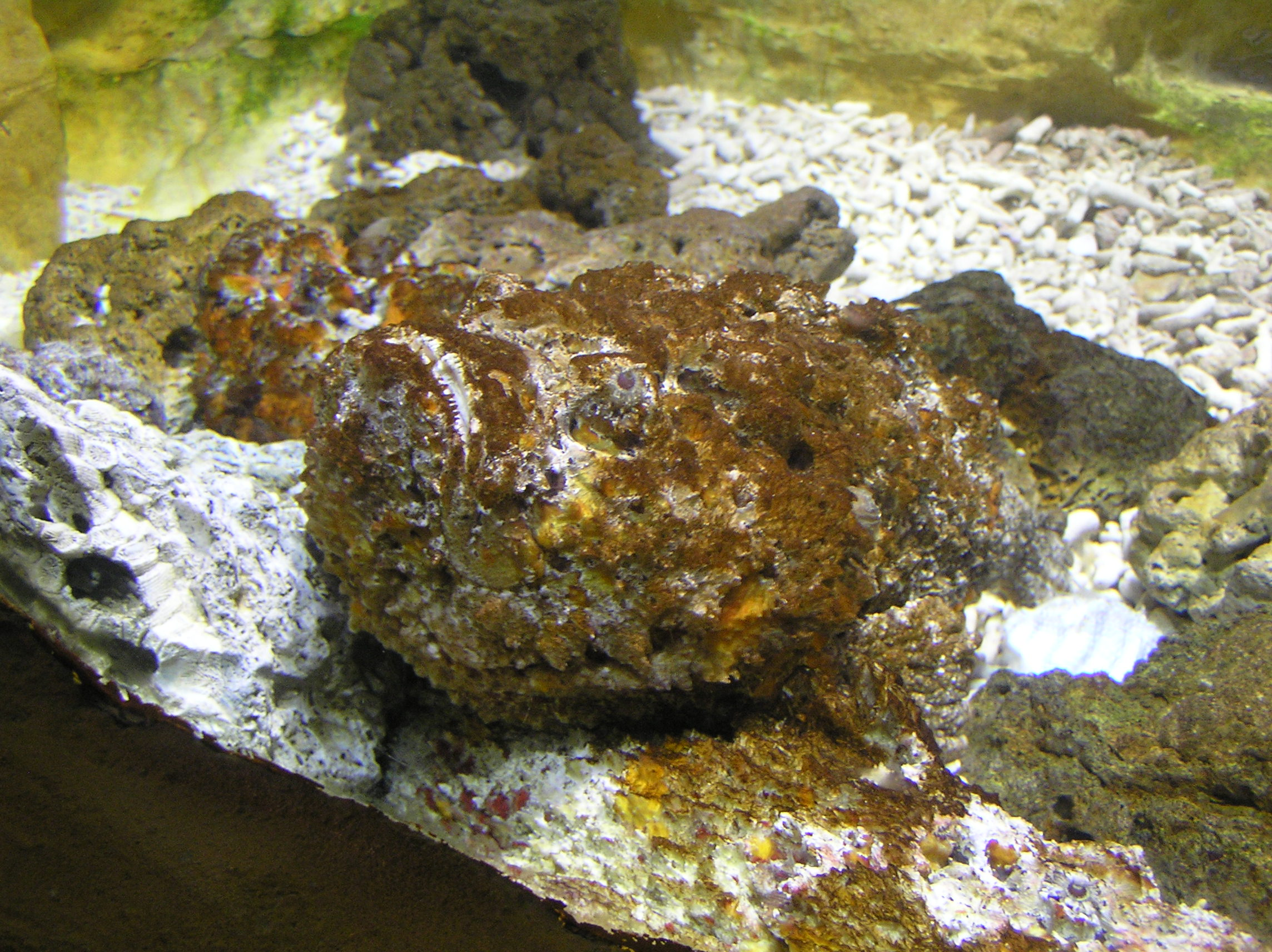
石頭魚(玫瑰毒鮋)
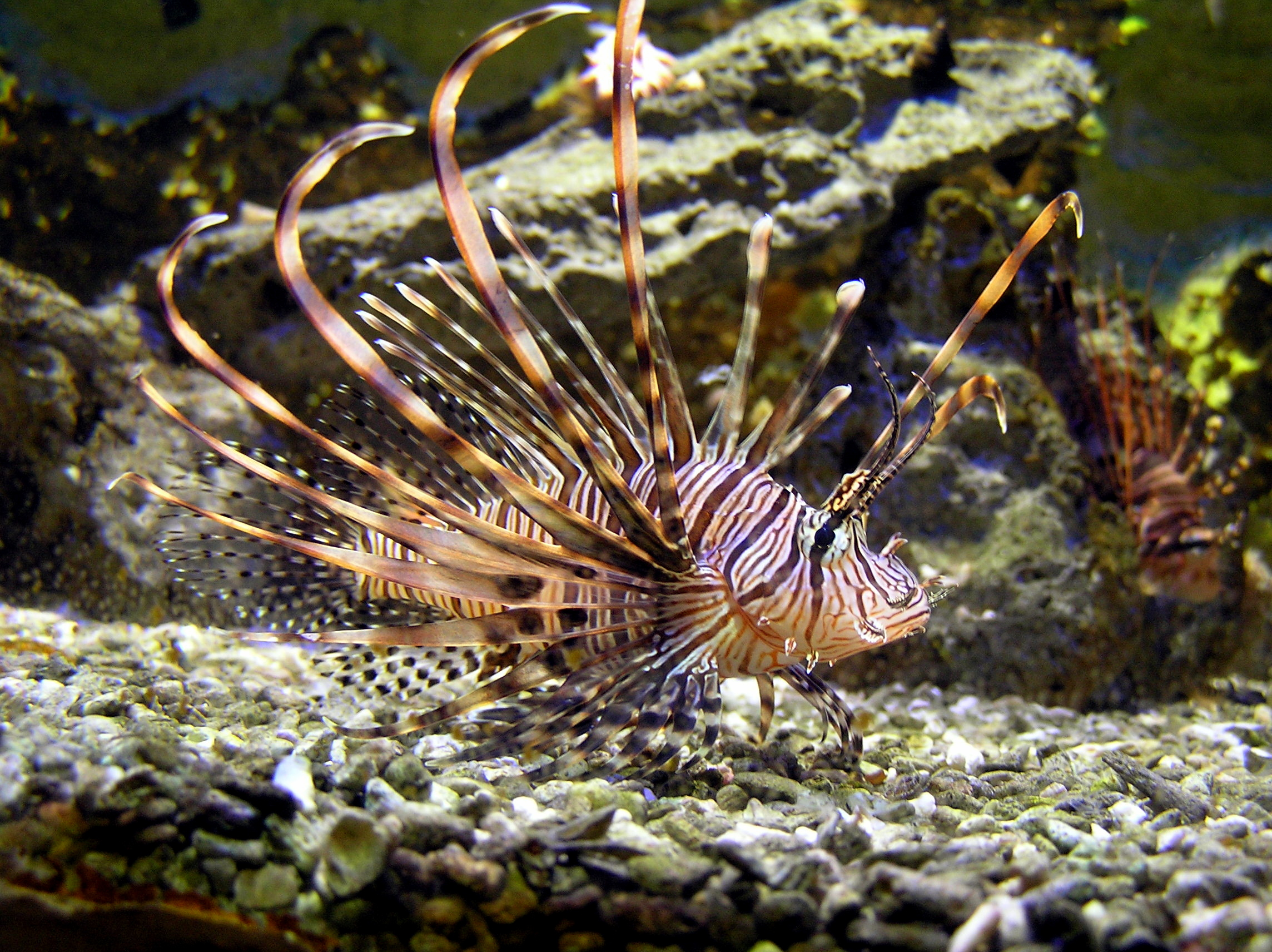
獅子魚
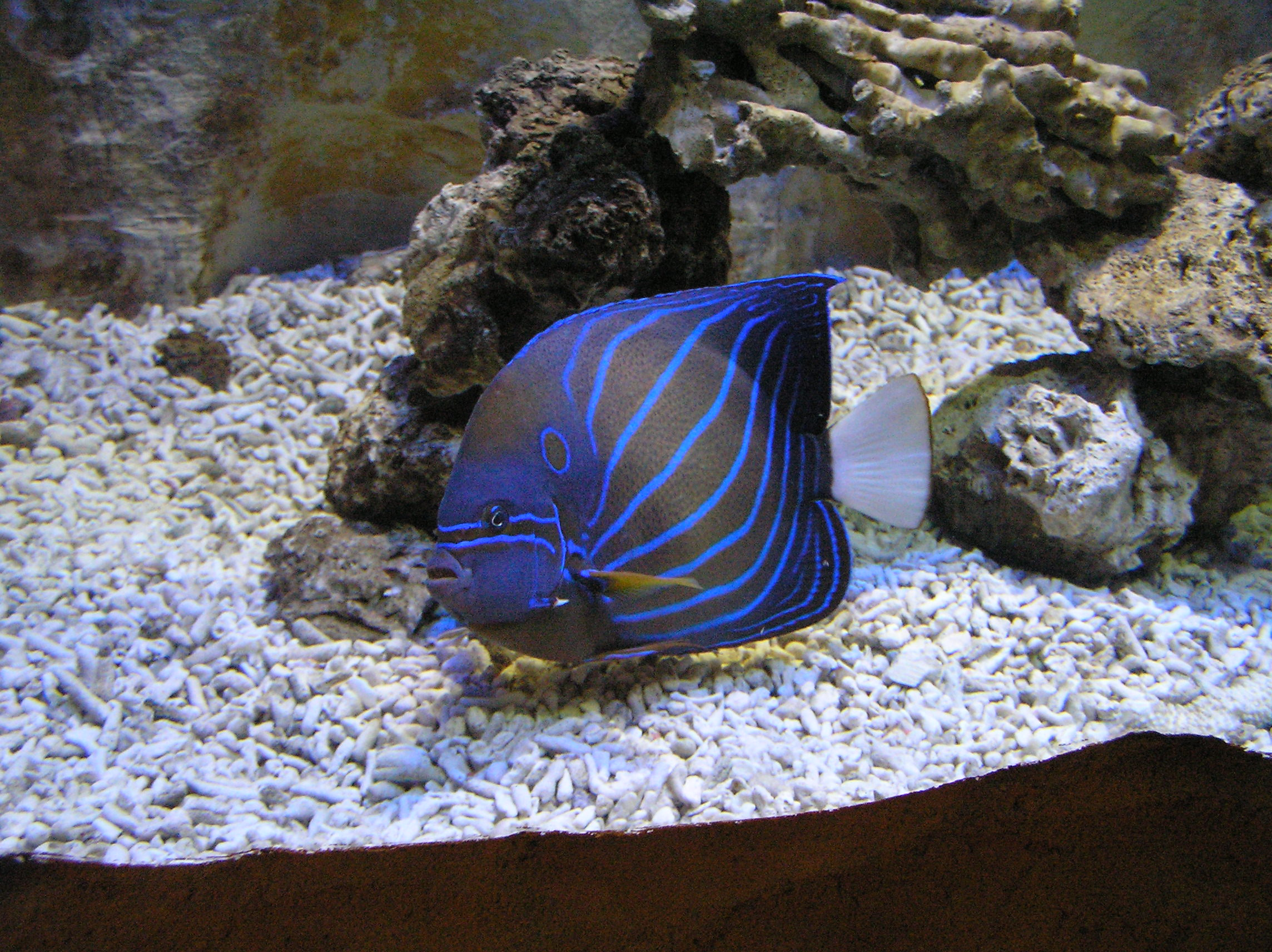
藍環神仙

## 外部連結
- 野柳海洋世界 （页面存档备份，存于）
- 野柳海洋世界-新北市觀光旅遊網 （页面存档备份，存于）
- 野柳海洋世界的Facebook專頁